# Dampfia grahami
Dampfia grahami är en loppart som först beskrevs av James Waterston 1915.  Dampfia grahami ingår i släktet Dampfia och familjen fladdermusloppor.

## Underarter
Arten delas in i följande underarter:
- D. g. grahami
- D. g. equatoris